# 西原英晃
西原 英晃（にしはら ひであき、1934年〈昭和9年〉7月20日 - 2025年〈令和7年〉3月24日）は、日本の原子炉工学者。京都大学名誉教授。元京都大学原子炉実験所（現・京都大学複合原子力科学研究所）長。専門は原子炉安全工学、エネルギー社会学。日本原子力学会倫理委員会委員長を務めた。大阪府出身。

## 略歴
1958年（昭和33年）京都大学工学部土木工学科卒業。京都大学大学院工学研究科修士課程修了後、フルブライト留学生としてミシガン大学に留学し、Ph.D.を取得する。1966年（昭和41年）3月、京都大学工学部助教授に就任。京都大学より工学博士の学位を取得。1979年（昭和54年）4月、京都大学原子炉実験所教授に転出する。1989年京都大学原子炉実験所長（1995年〈平成7年〉まで）。1998年（平成10年）4月京都大学名誉教授。
2013年（平成25年）春の叙勲で瑞宝中綬章を受章した。
2025年（令和7年）3月24日21時30分、心不全のため、京都府宇治市の病院で死去した。90歳没。死没日付をもって正四位に叙された。